# Désirs (film, 1929)
Pour plus de détails, voir Fiche technique et Distribution.
Désirs (titre original : Their Own Desire) est un film américain réalisé par E. Mason Hopper, sorti en 1929.

## Fiche technique
- Titre : Their Own Desire
- Réalisation : E. Mason Hopper
- Scénario : Frances Marion et James Forbes d'après le livre de Sarita Fuller
- Photographie : William H. Daniels
- Montage : Harry Reynolds
- Direction artistique : Cedric Gibbons
- Costumes : Adrian
- Société de production et de distribution : Metro-Goldwyn-Mayer
- Pays de production :  États-Unis
- Format : Noir et blanc - 35 mm - 1,20:1 - Son : Mono (Western Electric System)
- Genre : film noir
- Langue : anglais
- Genre : Drame romantique
- Durée : 65 minutes
- Dates de sortie :
  - États-Unis : 27 décembre 1929
  - France : 6 février 1931

## Distribution
- Norma Shearer : Lucia « Lally » Marlett
- Belle Bennett : Harriet Marlett
- Lewis Stone : Henry « Hal » Marlett
- Robert Montgomery : John Douglas Cheever
- Helene Millard : Beth Cheever
- Cecil Cunningham : Tante Caroline Elrick